# Peter Hanson
Peter Hanson (* 4. Oktober 1977 in Trelleborg, Schweden) ist ein schwedischer Profigolfer, der auf der European Tour und der PGA Tour spielt.
Nach einer sehr erfolgreichen Amateurkarriere, während deren Hanson neben der bedeutenden English Amateur Stroke Play Championship drei Profiturniere auf der schwedischen Telia Tour gewinnen konnte, wurde er im Jahr 1998 Berufsgolfer.
Nach einigem Auf und Ab konnte sich Hanson ab der Saison 2004 auf der European Tour etablieren und dort 2005 seinen ersten Sieg – bei den Jazztel Open de España en Andalucía – erzielen. In jenem Jahr wurde er auch erstmals in das kontinentaleuropäische Team für die Seve Trophy berufen und erreichte mit Platz 23 in der European Tour Order of Merit ein beachtliches Ranking, welches er 2007 mit Platz 20, sowie 2008 und 2009 mit jeweils Rang 16 übertreffen konnte, bevor Hanson in der Saison 2011 Platz 13 erzielte. In der Saison 2012 konnte er mit dem vierten Platz im Abschlussranking des Race to Dubai sein bisher bestes Ergebnis erzielen.
Beim Masters 2012 führte Hanson nach drei Runden und erreichte schließlich mit einem geteilten dritten Platz sein bestes Ergebnis bei Major Championships.
Seit 2012 spielt Hanson auch auf der US-amerikanischen PGA Tour, die er 2013 auf dem 127. Platz der Geldrangliste abschloss.

## European Tour Siege (6)
- 2005: Jazztel Open de España en Andalucía
- 2008: SAS Masters
- 2010: Iberdrola Open Cala Millor Mallorca, Czech Open
- 2012: KLM Open, BMW Masters

## Andere Turniersiege
- 1997: Vacisteras Open (als Amateur) (Telia Tour)
- 1998: Vacisteras Open (als Amateur) (Telia Tour), Husqvarna Open (als Amateur) (Telia Tour)
- 1999: Telia Grand Prix (Telia Tour)
- 2000: Russian Cup (Nordic League)
- 2001: Günther Hamburg Classics (Challenge Tour)
- 2012: Tyco Golf Skills Challenge (inoffizielles Event der PGA Tour, mit Justin Rose)

## Siege bei Amateurturnieren
- 1998: English Amateur Stroke Play Championship, Emirates Amateur Open Championship

## Resultate bei Major Championships
| Tournament        | 2005 | 2006 | 2007 | 2008 | 2009 | 2010 | 2011 | 2012 | 2013 | 2014 |
| ----------------- | ---- | ---- | ---- | ---- | ---- | ---- | ---- | ---- | ---- | ---- |
| Masters           | DNP  | DNP  | DNP  | DNP  | DNP  | DNP  | CUT  | T3   | T50  | CUT  |
| US Open           | CUT  | DNP  | T30  | DNP  | T18  | T16  | T7   | CUT  | CUT  | DNP  |
| Open Championship | T34  | DNP  | T69  | T58  | T24  | T37  | CUT  | T23  | WD   | DNP  |
| PGA Championship  | T59  | DNP  | T23  | T52  | CUT  | T58  | T64  | T7   | T33  | DNP  |

DNP = nicht teilgenommen

CUT = Cut nicht geschafft

„T“ geteilte Platzierung

WD = zurückgezogen

Grüner Hintergrund für Siege

Gelber Hintergrund für Top 10

## Teilnahmen an Teambewerben
- Seve Trophy (für Kontinentaleuropa): 2005, 2007, 2009, 2011
- World Cup (für Schweden): 2007, 2013
- Royal Trophy (für Europa): 2010 (Sieger), 2011 (Sieger)
- Ryder Cup: 2010 (Sieger), 2012 (Sieger)